# Южна Сиера Мадре
Южна Сиера Мадре (на испански: Sierra Madre del Sur) е планинска верига в южната част на Мексико, явяваща се най-южната планина на Северноамериканските Кордилери. Простира се на 1154 km покрай брега на Тихия океан (от долината на река Балсас до провлака Теуантепек), ширината е до 300 km, а площта около 143 447 km². На север дълбоката тектонска долина на река Балсас я отделя от Трансмексиканския вулканичен пояс, с който се свързва в района на град Теуакан. Максимална височина е връх Серо ел Насименто (3700 m), издигащ се в крайната ѝ югоизточна част. Планината е изградена в основата си от метаморфни скали с докамбрийско ядро, на места с покривка от неогенови лави, а във вътрешните падини – с мезозойски седиментни скали. Цялата верига е силно сеизмичен район. На северния ѝ склон, в района на Лас Тручас се разработват находища на желязна руда. Добива се още сребро, злато и антимон. Горните части на планината са покрити с иголистни твърдолистни гори, а долните части на склоновете – от тропически редки гори, храсти и гори с опадливи листа през зимата. Най-долните части по южните склонове са заети от плантации, в които се отглеждат тропически култури.